# David van Royen
David van Royen (* 30. Dezember 1727 in Leiden; † 29. April 1799 ebenda) war ein niederländischer Botaniker und Arzt. Sein botanisches Autorenkürzel lautet „D.Royen“. Sein Onkel war Adriaan van Royen (1704–1779).

## Leben und Wirken
David van Royen war der Sohn seines gleichnamigen Vaters David van Royen (1699–1764) und Catharina van den Bergh. Er wurde als Dreizehnjähriger am 11. März 1740 an der Universität Leiden immatrikuliert und hatte dort ein Studium der medizinischen Wissenschaften absolviert. Am 24. August 1752 wurde er mit der Abhandlung de Intestinis crassis, multorum malorum causa et sede zum Doktor der Medizin promovierte. Am 22. April 1754 wurde er von den Kuratoren der Leidener Hochschule zum Professor der Botanik berufen und übernahm am 14. Juni 1754 mit der Einführungsrede De hortis publicis praestantissimis scientiae Botanicae adminiculis das Amt.
Zudem beteiligte er sich an den organisatorischen Aufgaben der Hochschule und war 1762/1763 Rektor der Alma Mater, welches Amt er mit der Rede De hodierna rei Herbariae excolendae ratione, ad certitudinem et evidentiam in ea consequendam egregie comparata niederlegte. Am 1. Juni 1786 legte er sein Lehramt nieder. Sein Nachfolger wurde Sebald Justinus Brugmans. David van Royen war ab dem 6. Dezember 1759 Mitglied der Royal Society.
Seine am 21. August 1759 in Delft geschlossene Ehe mit Barbara van der Burch (* 17. Dezember 1724, † 12. April 1768 in Leiden), die Tochter des Sekretärs des Waisenhauses in Delft Jan van der Burch und dessen Frau Maria van Royen, blieb kinderlos.

## Schriften (Auswahl)
- Specimen medicum inaugurale de intestinis crassis multorum malorum caussa et sede, quod... pro gradu doctoratus summisque in medicina honoribus… eruditorum examini submittit David Van Royen,… ad diem 24. augusti 1752… S. Luchtmans & Sohn, Leiden 1752 - Dissertation
- Davidis van Royen Oratio de hortis publicis: praestantissimus scientiae botanicae adminiculis, habita XIV. Junii MDCCLIV. quum ordinariam botanices professionem in Batava, quae Leidae est, Academia auspicaretur. Samuel Luchtmans, Leiden 1754
- Novae plantae Schwenckia dictae a celeb. C. Linnæo = Korte beschryving en afbeelding van een nieuw gewas en deszelfs kenteekens genaamt Schwenckia by den hooggeleerden heer C. Linnæus. J. van Karnebeek, 1766